# قنطريون عاري الثمرة
القنطريون عاري الثمرة واسمه العلمي (باللاتينية: Centaurea gymnocarpa) نوع نباتي ينتمي إلى جنس القنطريون من الفصيلة النجمية.

## الموئل والانتشار
موطنه إيطاليا.